# Чжумадянь
Чжумадянь (кит. спр. 驻马店市, піньїнь: Zhùmǎdiàn Shì) — місто-округ в китайській провінції Хенань. 

## Географія
Чжумадянь розташовується у південній частині провінції.

### Клімат
Місто знаходиться у зоні, котра характеризується вологим субтропічним кліматом. Найтепліший місяць — липень із середньою температурою 26.7 °C (80 °F). Найхолодніший місяць — січень, із середньою температурою 0.6 °С (33 °F).
| Клімат Чжумадяня        | Клімат Чжумадяня | Клімат Чжумадяня | Клімат Чжумадяня | Клімат Чжумадяня | Клімат Чжумадяня | Клімат Чжумадяня | Клімат Чжумадяня | Клімат Чжумадяня | Клімат Чжумадяня | Клімат Чжумадяня | Клімат Чжумадяня | Клімат Чжумадяня | Клімат Чжумадяня |
| Показник                | Січ.             | Лют.             | Бер.             | Квіт.            | Трав.            | Черв.            | Лип.             | Серп.            | Вер.             | Жовт.            | Лист.            | Груд.            | Рік              |
| Середній максимум, °C   | 6                | 8                | 14               | 20               | 26               | 31               | 32               | 31               | 26               | 21               | 14               | 8                | 19               |
| Середня температура, °C | 1                | 3                | 8                | 15               | 20               | 25               | 27               | 26               | 21               | 16               | 9                | 3                | 14               |
| Середній мінімум, °C    | −2               | −1               | 3                | 9                | 14               | 20               | 23               | 22               | 17               | 11               | 4                | 0                | 10               |
| Норма опадів, мм        | 17               | 18               | 35               | 53               | 61               | 82               | 191              | 122              | 82               | 52               | 29               | 14               | 755              |
| ----------------------- | ---------------- | ---------------- | ---------------- | ---------------- | ---------------- | ---------------- | ---------------- | ---------------- | ---------------- | ---------------- | ---------------- | ---------------- | ---------------- |
| Джерело: Weatherbase    |                  |                  |                  |                  |                  |                  |                  |                  |                  |                  |                  |                  |                  |

## Адміністративний поділ
Префектура поділяється на 1 район і 9 повітів:
| Карта                                                                       | Карта   | Карта    | Карта            |
| --------------------------------------------------------------------------- | ------- | -------- | ---------------- |
| Біян Сіпін Суйпін Їчен Цюешань Шанцай ① ② Пін'юй Сіньцай ① Жунань ② Чжен'ян |         |          |                  |
| Статус                                                                      | Назва   | Оригінал | Населення (2020) |
| Район                                                                       | Їчен    | 驿城区   | 1 025 543        |
| Повіт                                                                       | Біян    | 泌阳县   | 695 239          |
| Повіт                                                                       | Жунань  | 汝南县   | 612 551          |
| Повіт                                                                       | Пін'юй  | 平舆县   | 728 672          |
| Повіт                                                                       | Сіньцай | 新蔡县   | 823 829          |
| Повіт                                                                       | Сіпін   | 西平县   | 647 311          |
| Повіт                                                                       | Суйпін  | 遂平县   | 441 370          |
| Повіт                                                                       | Цюешань | 确山县   | 403 044          |
| Повіт                                                                       | Шанцай  | 上蔡县   | 1 005 745        |
| Повіт                                                                       | Чжен'ян | 正阳县   | 625 123          |